# Suhaila Seddiqi
Suhaila Siddiq (escrit també Sediqqi; Kabul, 11 de març de 1949 – 4 de desembre de 2020), sovint anomenada general Suhaila, fou una política afganesa. Treballà com a ministra de Salut Pública des de desembre del 2001 fins al 2004. Abans era cirurgiana en l'exèrcit d'Afganistan. Com a ministra del govern, se li donà el títol d'"Honorable" abans del nom. Siddiq fou una de les poques dones dirigents del govern d'Afganistan fins a la seua mort, i l'única dona afgana que tenia el títol de tinenta general. Treballà per al govern d'Afganistan des del regnat de Mohammed Zahir Shah.

## Primers anys i educació
Suhaila naix a Kabul. Pertanyia al llinatge reial Barakzai Mohammadzai Paixtu.
Després d'acabar l'escola secundària, anà a la Universitat de Medicina de Kabul però completà els estudis en la Universitat Estatal de Moscou en l'època de la Unió Soviètica.

## Carrera
Durant el govern de Mohammad Najibullah (1987–1992), Siddiq rebé el rang de cirurgiana general; fou cap de cirurgia de l'hospital principal de Kabul, a Wazir Akbar Khan abans i després del règim talibà. Sota aquest règim, mantingué les normes mèdiques per a les dones i pogué reobrir la secció de dones de l'hospital on treballava, després que els talibans la tancassen.

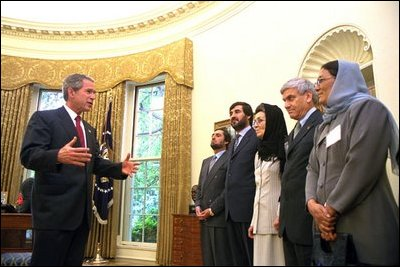
El president dels Estats Units Bush en una reunió amb ministres afganesos a l'Oficina Oval el 24 de juliol de 2002. A l'esquerra: Abdul·là Abdul·là, Sayed Mustafa Kazemi, Suhaila Siddiq, Mohammad Amin Farhang, i Habiba Sarabi

Seddiqi també pogué continuar treballant durant els cinc anys de govern dels talibans, però només després que el nou règim s'adonàs de com la necessitaven. Inicialment la retiraren com a cap de cirurgia de l'hospital Wazir Akbar Khan de Kabul quan el talibans arribaren al poder al 1996. Aviat, però, descobriren que era un error privar-se de les habilitats de la cirurgiana més valuosa d'Afganistan. Mesos després d'ordenar-li que es quedàs a casa va ser reincorporada.
Després de la invasió d'Afganistan del 2001 per part de les Forces armades dels Estats Units, britàniques i espanyoles, Siddiq fou nomenada ministra de Salut Pública pel president interí Hamid Karzai. Un dels seus primers actes fou sol·licitar ajut de la comunitat internacional per a una força laboral mèdica de dones. Es va reunir amb un equip de l'OMS que va ser enviat al país devastat per la guerra per a avaluar les necessitats sanitàries, i va dir que la capacitació de les dones afganeses era clau perquè són un actiu crucial en el sistema sanitari.

"Quan la policia religiosa vingué amb els garrots i alçà els braços per colpejar-me, jo n'alcí els meus per tornar-los el colp. Després baixaren els braços i em deixaren marxar".

Heus ací una llista d'algunes activitats de Suhaila Siddiq com a ministra:
- A l'abril de 2002, Seddiq supervisà la vacunació d'aproximadament 6 milions de xiquets afganesos contra la poliomielitis en nom del Fons de les Nacions Unides per a la Infància.[8]
- Al juliol de 2002, Seddiq es reuní amb una delegació xinesa que acordà finançar la renovació del que semblava ser l'hospital més modern d'Afganistan.[9]
- Al novembre de 2006, Seddiq presentà un discurs sobre la sida a Afganistan a Eurasianet, a la ciutat de Nova York.[10]

## Vida personal
Siddiq visqué tota la vida a Afganistan. Mai es casà, visqué bolcada en el seu treball, i declarà:

"No em vaig casar perquè no volia rebre ordres d'un home".

## Mort
Seddiqi va patir Alzheimer. Va morir a Kabul el 4 de desembre del 2020, víctima de complicacions causades per la COVID-19.